# Barré de Saint-Venant

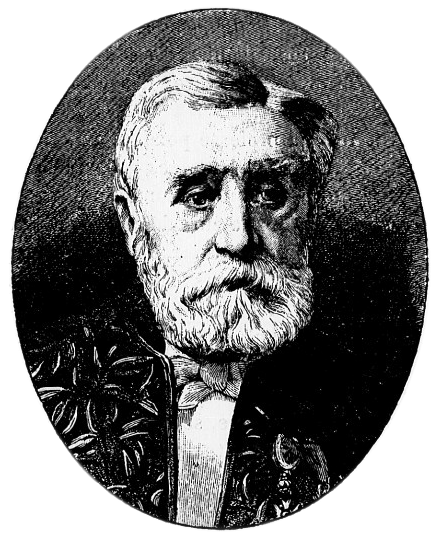
Adhémar Jean Claude Barré de Saint-Venant

Adhémar-Jean-Claude Barré de Saint-Venant (n. 23 august 1797 - d. ianuarie 1886) a fost un matematician francez.
S-a remarcat prin studiile sale în domeniul numerelor complexe, teoriei curbelor, calculului vectorial și al mecanicii (în special legate de rezistența materialelor și de hidraulică).
În 1868 a devenit membru al Academiei Franceze de Științe.
Astfel, în domeniul curbelor, a introdus termenul de binormală și a dat formule simple pentru elementele sferei osculatoare, precum și pentru unghiul dintre razele cercului de curbură și sfera osculatoare.
A demonstrat analitic că orice curbă cu raport constant între curbură și torsiune este o elice.
Mai mult, a aplicat teoria elasticității la curbele în spațiu.
A demonstrat că orice plan care trece printr-un punct P al unei curbe, intersectează suprafața tangentă desfășurabilă după o curbă având un vârf în P.
În domeniul rezistenței materialelor, a stabilit principiul fundamental care îi poartă numele.
În domeniul hidraulicii, Barré de Saint-Venant a stabilit în 1870 ecuațiile curgerii nepermanente în albii deschise (ecuații care abia după o sută de ani au putut fi complet rezolvate, folosind metodele analizei numerice și calculatoarele electronice).